# Bandar Abbas
Bandar Abbas este un oraș din Iran.